# Parc national de la mer des Wadden de Basse-Saxe
Le parc national de la mer des Wadden de Basse-Saxe est le quatrième parc national allemand à avoir été créé (le 1er janvier 1986) et le deuxième par sa superficie (345 800 hectares). Il est situé sur une partie de la côte allemande de la mer du Nord, entre le Dollard à la frontière avec les Pays-Bas à l'Ouest et Cuxhaven au débouché du chenal de navigation de l'Elbe à l'Est.
Avec le parc national de la mer des Wadden du Schleswig-Holstein (plus grand parc national allemand en superficie) et le parc national de la mer des Wadden de Hambourg, il forme le parc national de la mer des Wadden qui couvre une très grande partie du littoral allemand de la mer du Nord. À ce titre, il est inscrit au patrimoine mondial de l'UNESCO depuis 2009. Le parc fait également partie de la réserve de biosphère de la mer des Wadden de Basse-Saxe (de), reconnue par l'Unesco en 1992.

## Description
Les habitats à protéger par ce parc comprennent les vasières, les marais salants, les plages, les dunes et les estuaires de la mer du Nord. Une attention particulière est accordée à la faune et à la flore typiques de la mer des Wadden dont le parc fait partie.
La côte de la mer du Nord est exceptionnellement plate. Les fonds marins ne descendent par endroits que de quelques centimètres par kilomètre. Deux fois par jour, la marée apporte du sable, de l’argile et du limon dans la mer des Wadden. Les dunes, formées par le vent des grains fins de sable des vasières exposées, caractérisent la côte.
La mer des Wadden est le deuxième écosystème le plus productif après la forêt tropicale humide - seule cette dernière surpasse la mer des Wadden en termes de biomasse vivante. Les formes de vie trouvées dans la mer des Wadden comprennent les diatomées, les escargots, les vers, les moules et les crevettes. Un habitant typique des vasières sablonneuses est le ver des sables, qui vit dans un tube en forme de U sous la surface de la boue.
Jusqu’à 4 000 espèces animales et végétales se spécialisent dans l’habitat exceptionnellement riche en nourriture de la mer des Wadden. Par exemple, les tadornes de Belon vivent d'escargots, que l’on trouve par centaines de milliers à la surface des plats. Les quelque 180 000 tadornes du nord-ouest de l’Europe passent également leur saison de juillet à septembre dans la mer des Wadden, tout comme environ 200 000 eiders ; et environ 1 000 couples d’eiders utilisent les vasières de la mer du Nord comme zone de reproduction. La plupart d’entre eux se reproduisent sur l’île d’Amrum.
Dans le même temps, la mer des Wadden est un lieu de repos pour les oiseaux nicheurs des pays du Nord qui se nourrissent ici pour constituer les réserves de graisse dont ils ont besoin pour une reproduction réussie. Par exemple, environ 10 à 12 millions d’échassiers, d’oies, de canards et de goélands se rassemblent dans toute la région de la mer des Wadden.
Des phoques peuvent également être observés sur les bancs de sable de la mer des Wadden et les marais salants adjacents, les plages de sable et les dunes de sable. Les marais salants sont une zone de reproduction pour l’avocette et les sternes ainsi qu’un habitat pour le houx de mer et la lavande de mer qui fleurissent en été. La plante typique des dunes est l’oyat (ou herbe de plage), qui ancre les dunes avec son système racinaire étendu.

## Galerie

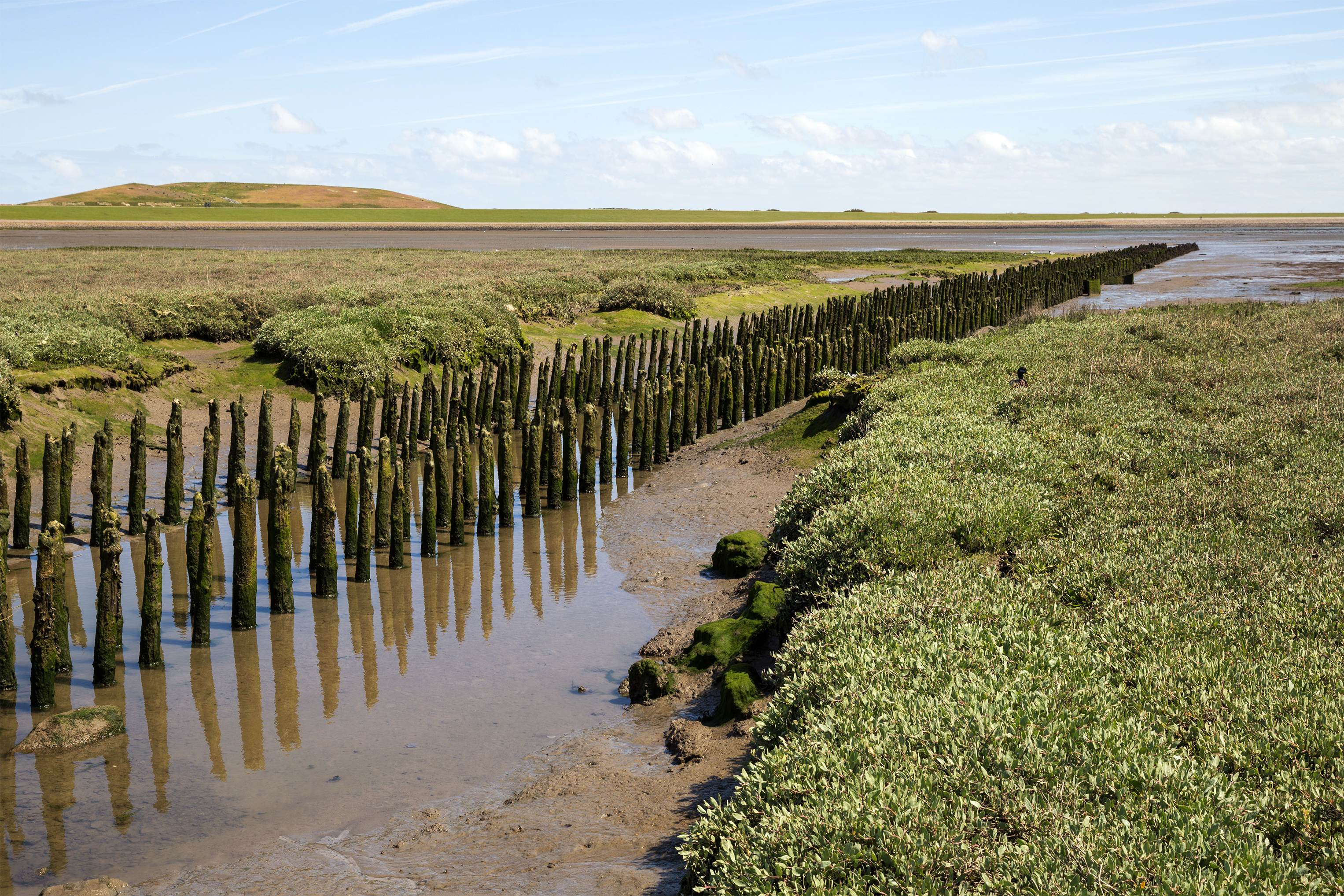
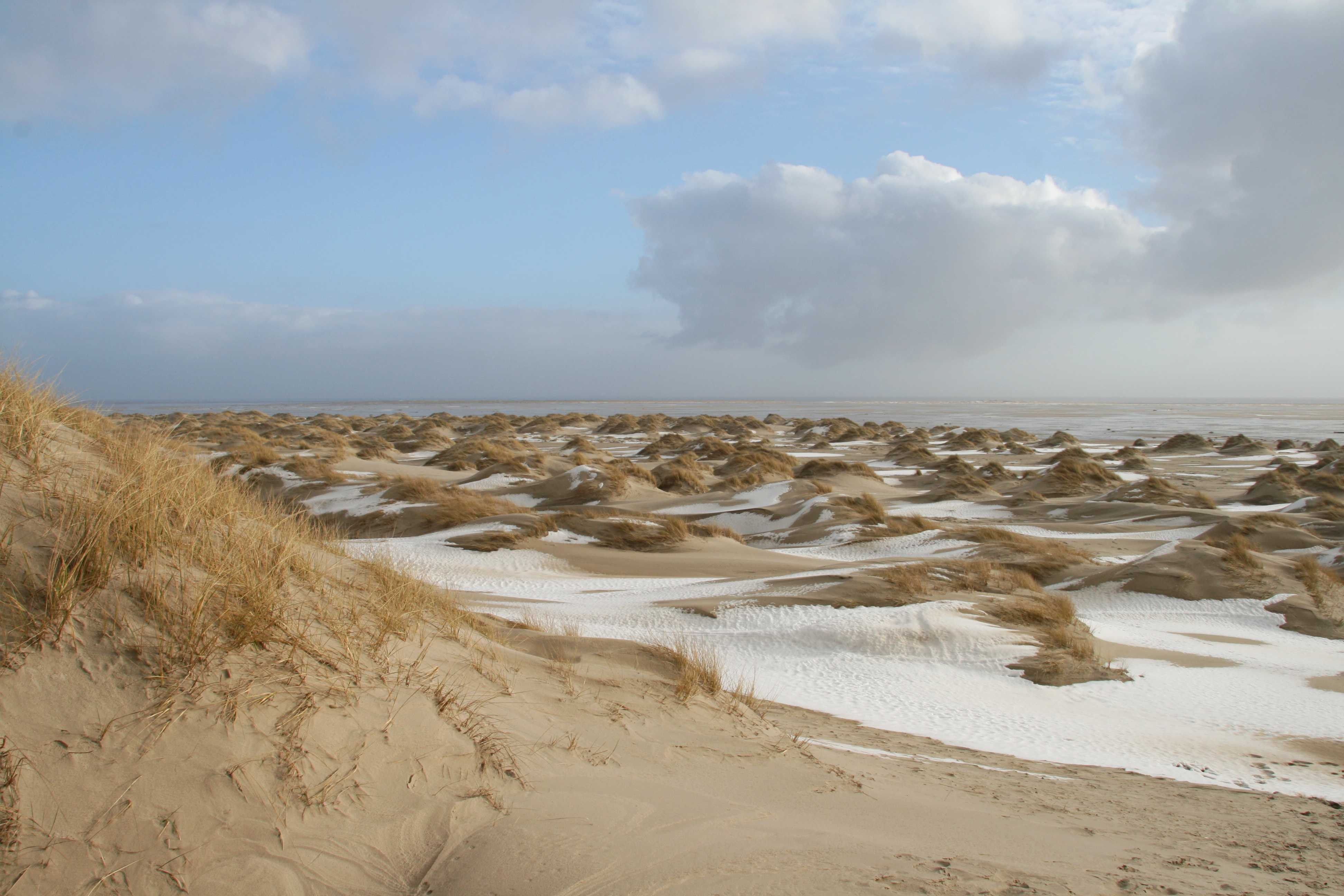
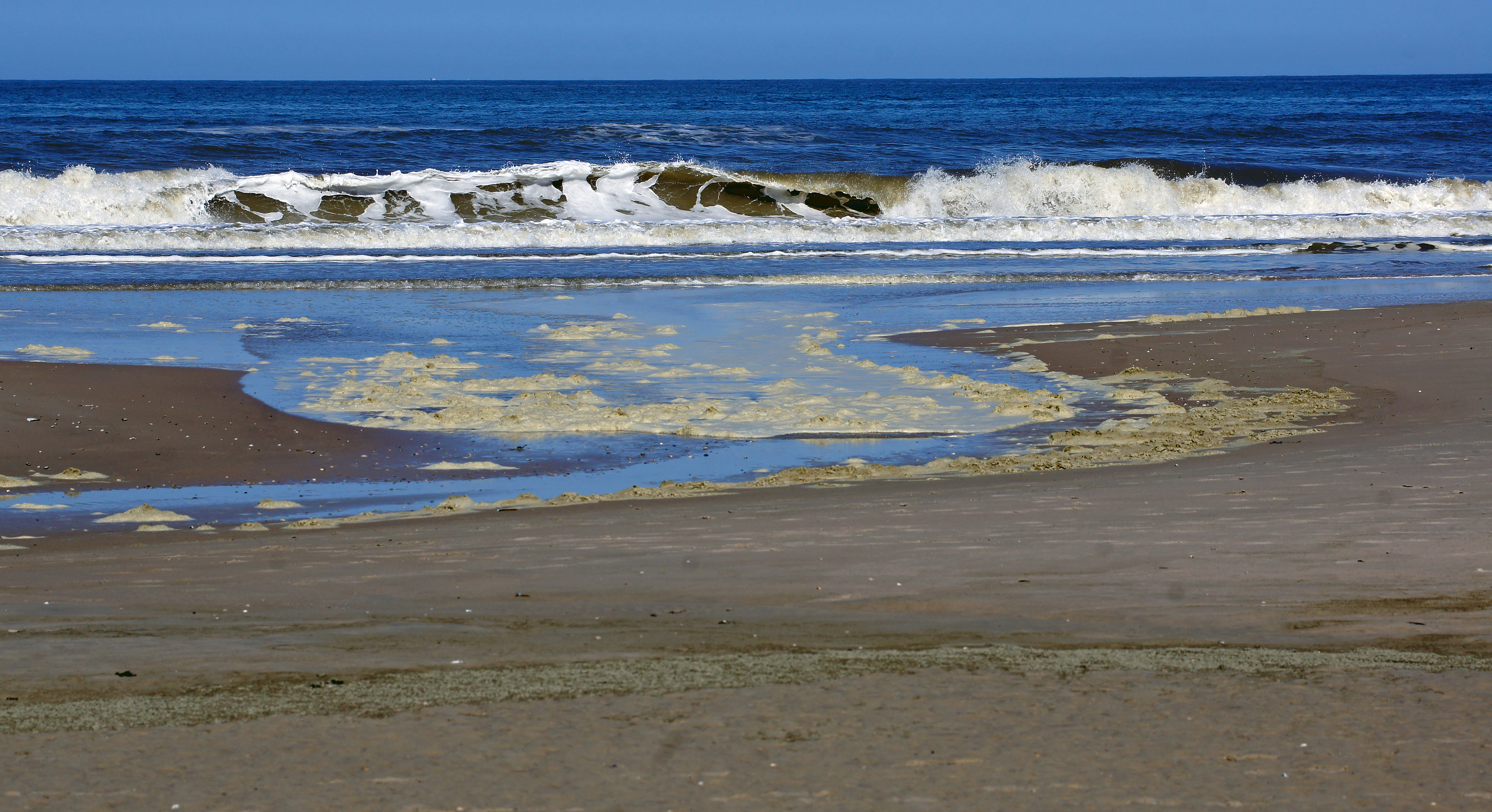
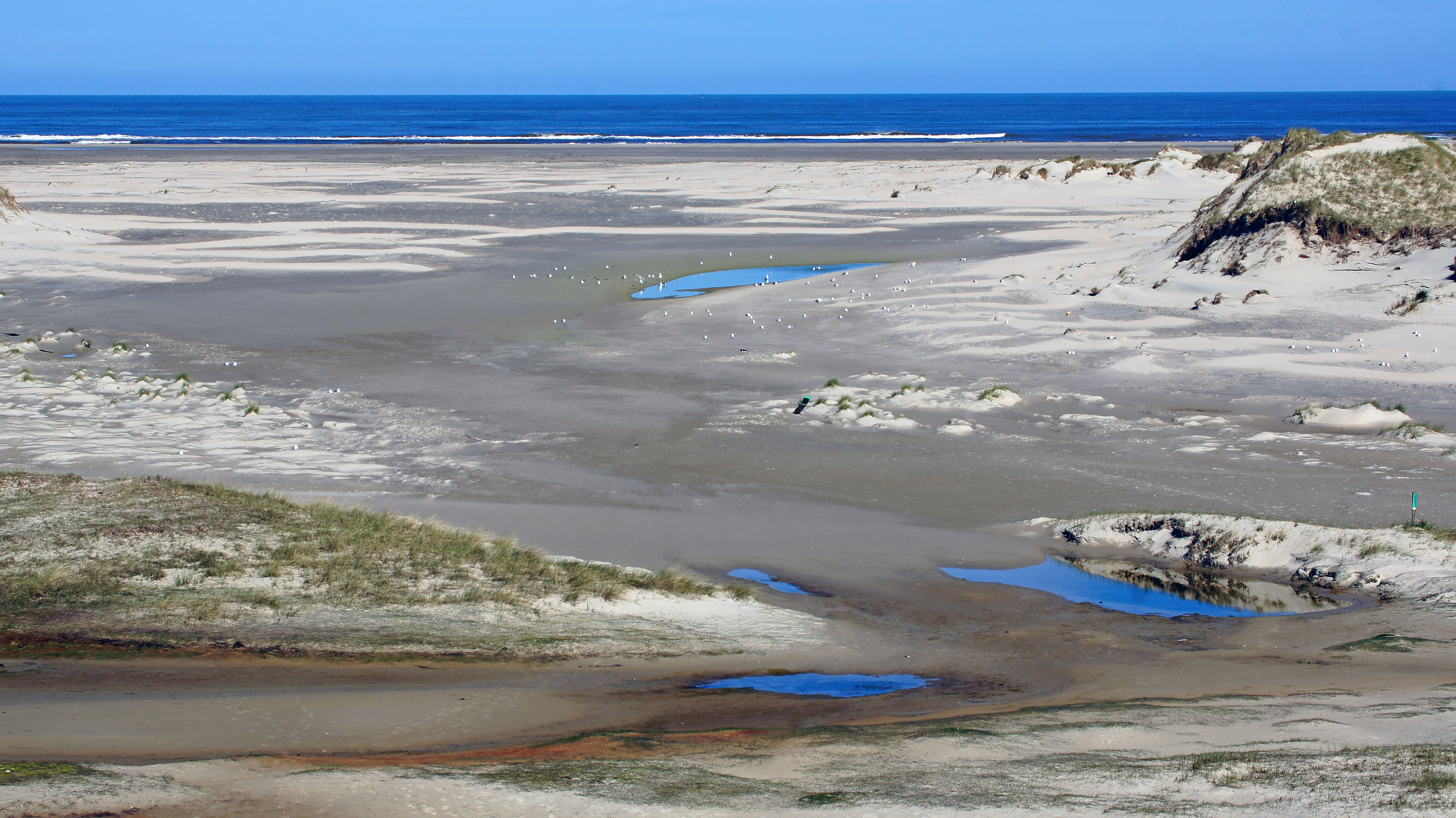
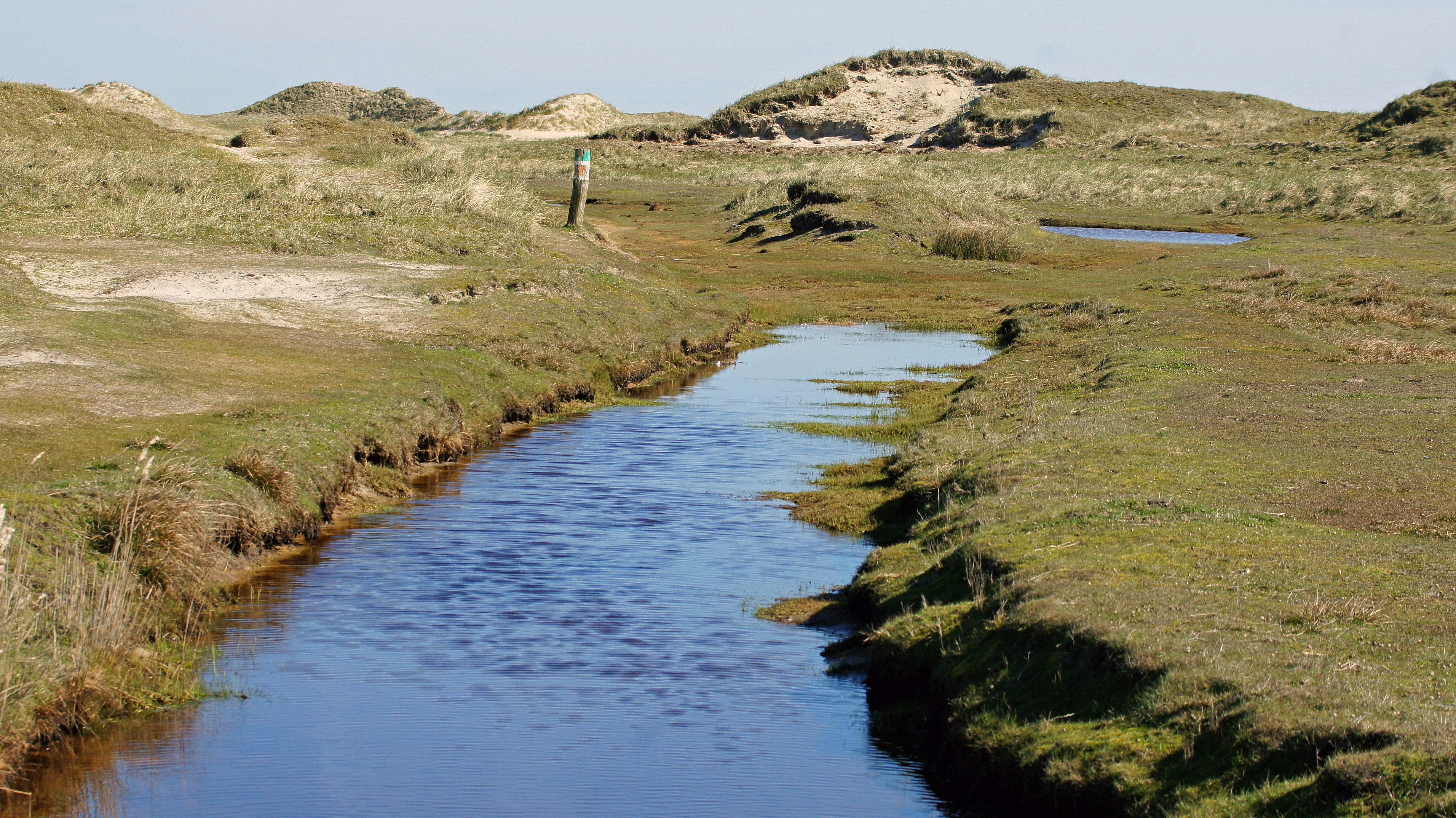
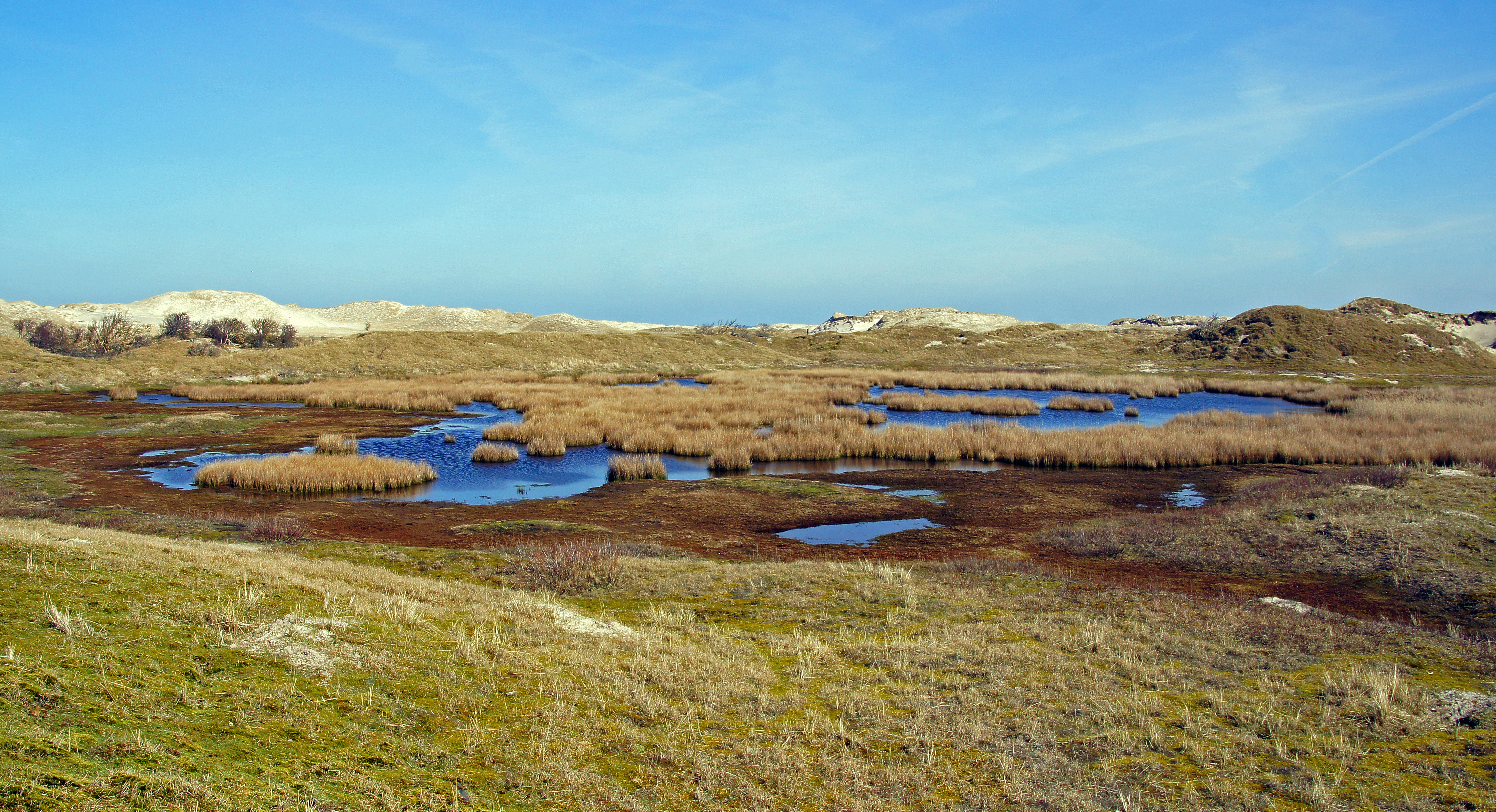
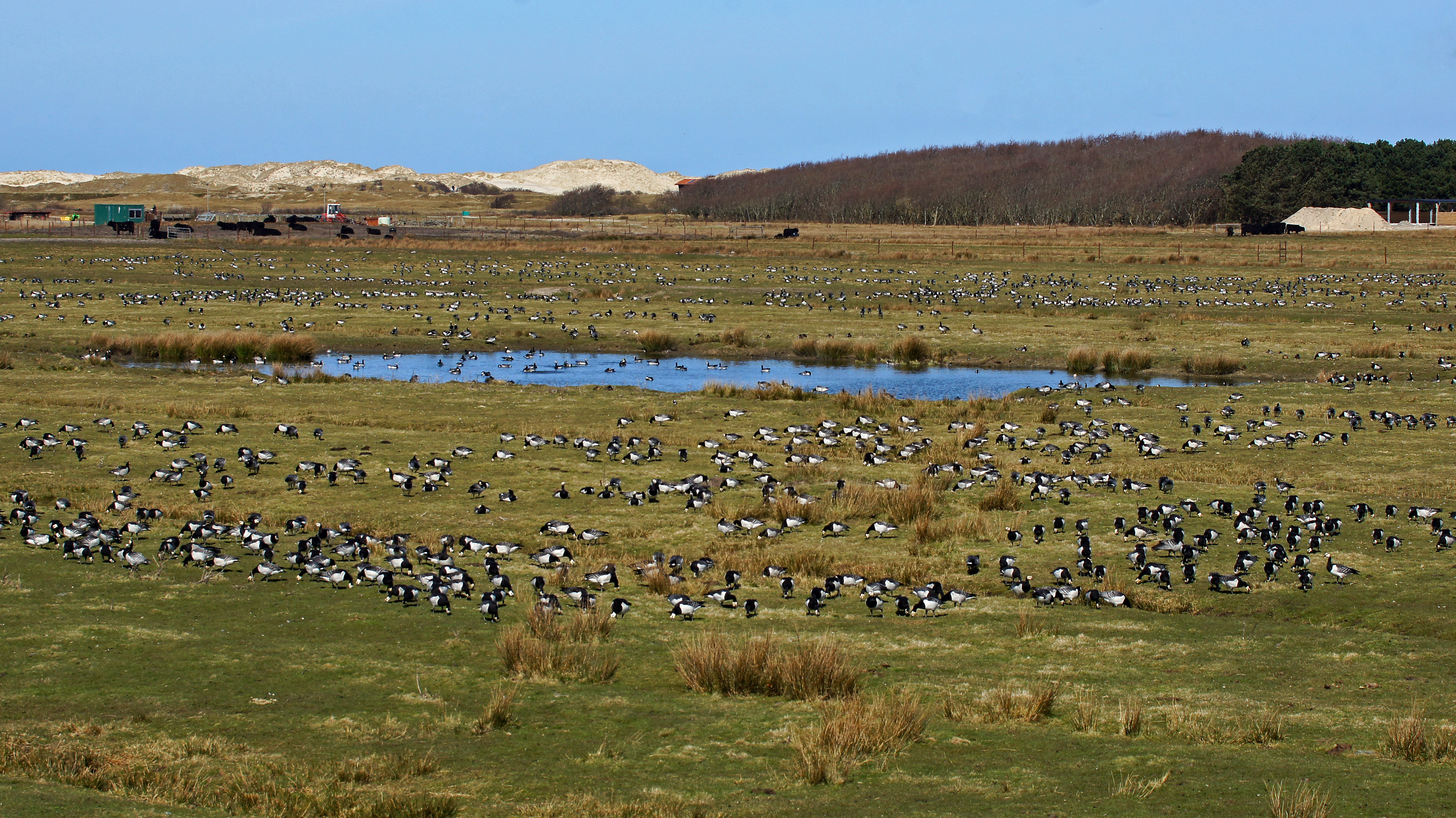
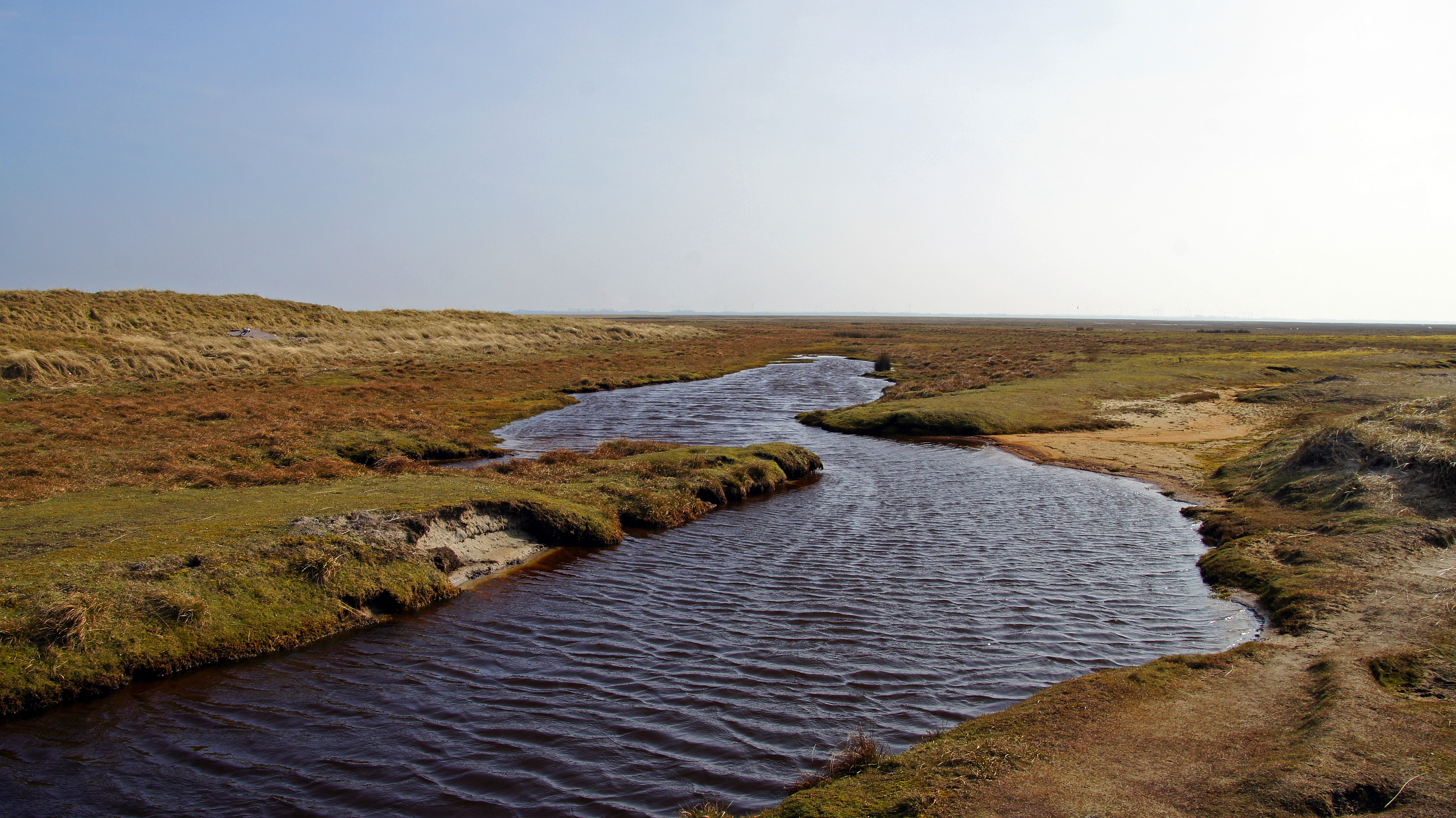
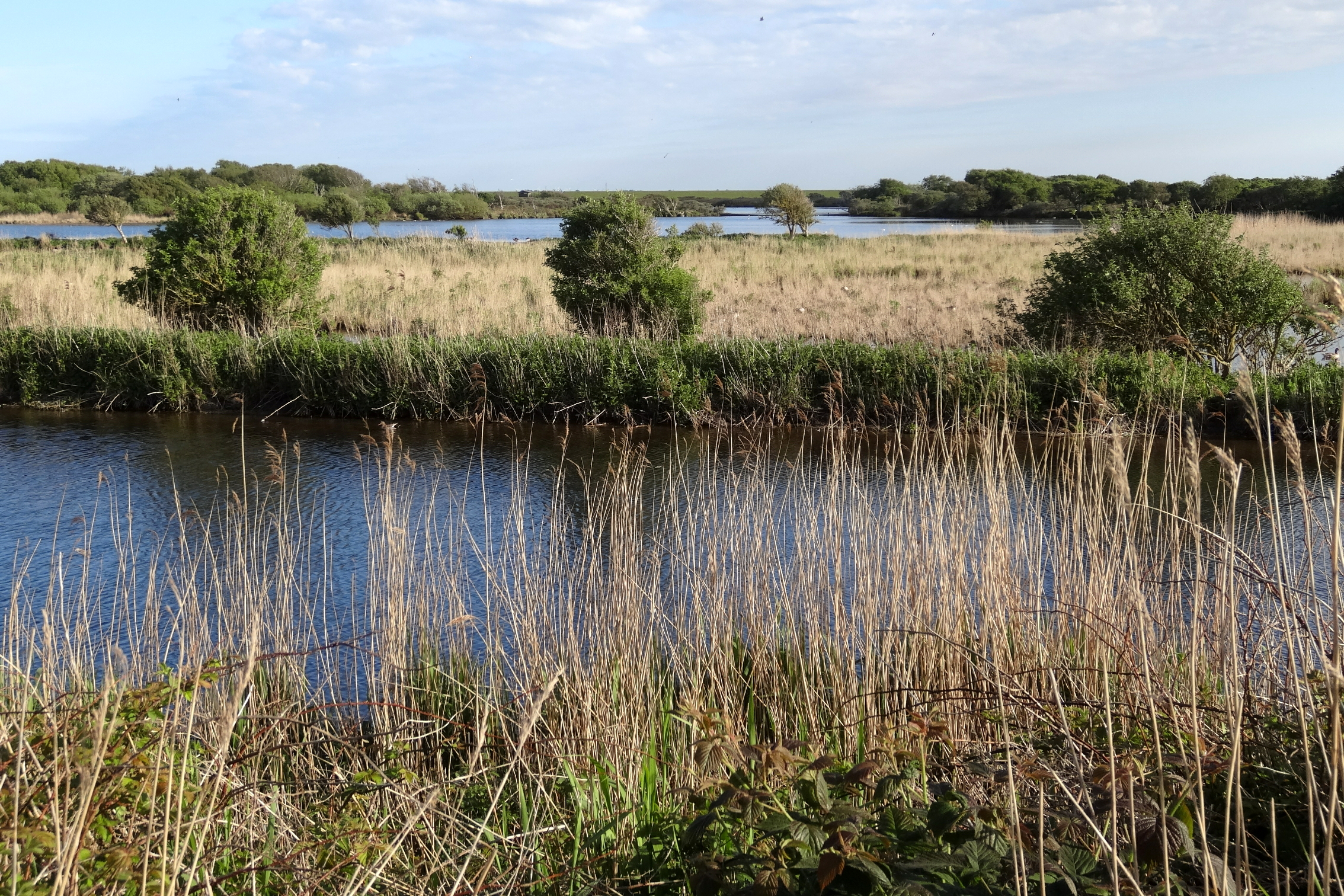
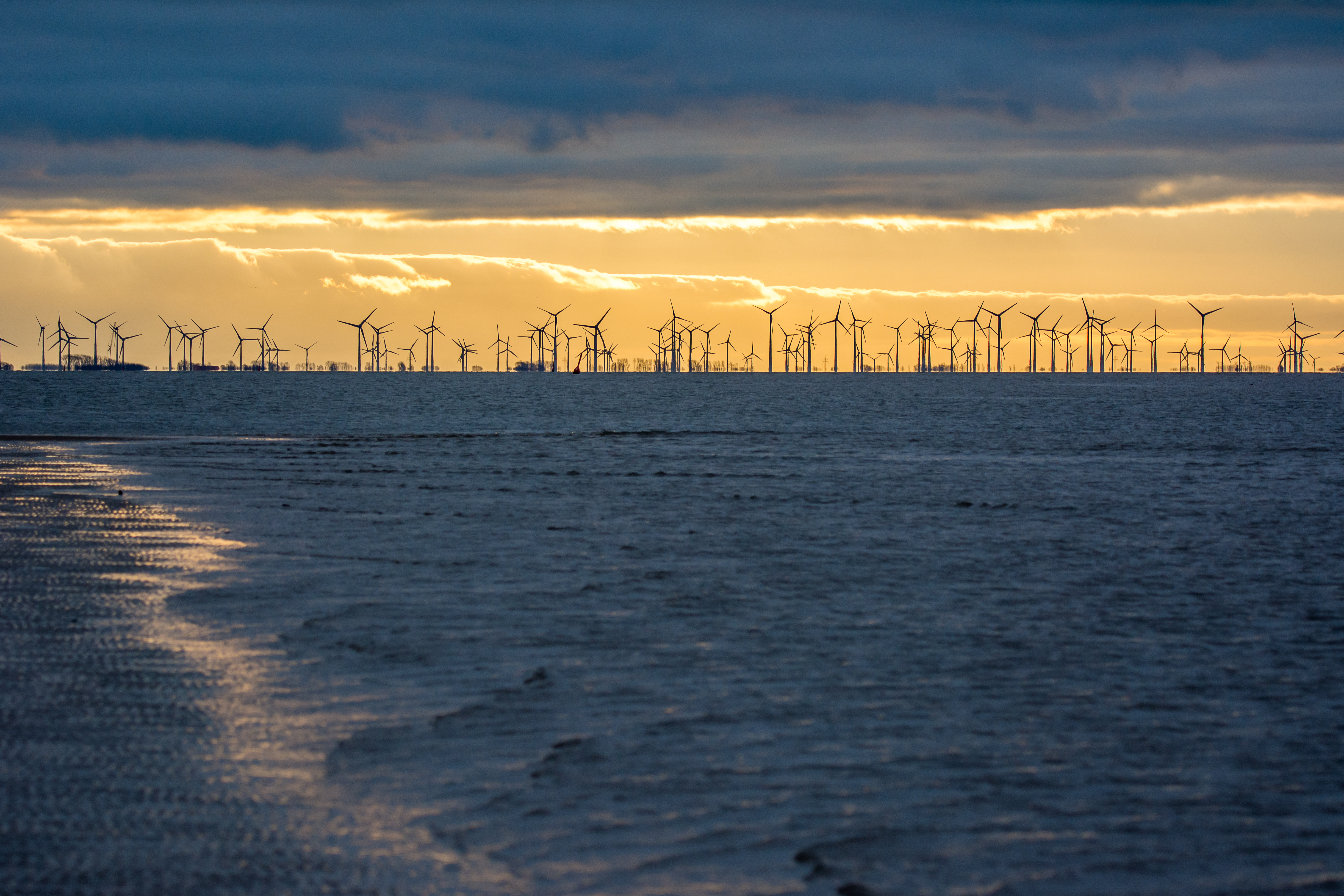

## Source
- (de) Cet article est partiellement ou en totalité issu de l’article de Wikipédia en allemand intitulé « Nationalpark Niedersächsisches Wattenmeer » (voir la liste des auteurs).